# まもってあげたい。 〜Dear My Master〜
『まもってあげたい。 ~Dear My Master~』（- ディアマイマスター）は、アトリエかぐやが2001年2月23日に発売したアダルトゲームである。アトリエかぐやの第一作品である。現在ロットアップ商品。

## あらすじ
突然、主人公の家に4人の女性が訪問してきて悪の手から世界の平和を守るために一緒に戦って欲しいと頼まれる。主人公はそれを聞き入れ、幼馴染みを巻き込み彼女達と共に戦闘訓練を行い、敵と戦ってゆく。果たして、主人公達は世界の平和を守ることが出来るのだろうか…？

## 登場人物
鳳風美
声 - 稲垣ゆうき
主人公の家にやってきたサイコロイド4人組のリーダー格。しっかりした性格で、時に優しく時に厳しく皆をまとめていく女性。
サイコロイドの時は、背中に白い背中が生え、衣装の露出度が高くなる。
海堂まりん
声 - 桜井薔子
水中戦闘に特化したサイコロイド。明るく元気な甘えん坊だが、感情の落差が激しく警戒心が薄い。
黒崎佐久弥
声 - 桜井薔子
陸上戦闘に特化したサイコロイド。人間時は潔癖症な優等生タイプ。しかし、サイコロイドの時は、猫耳と尻尾が付いて露出度が高くなるだけでなく、開放的で淫乱な性格へと変化する。そのため、性格の落差の激しさに思い悩んでいる。
桜木春奈
声 - しまだかおり
超能力戦闘に特化したサイコロイド。従順で、主人公に対して忠実。サイコロイドの時は衣装がメイド服に変化する。
桂木唯
声 - 篁瑞帆
主人公の幼馴染で、いつか彼と結婚するのが夢。サイコロイド4人組の登場に戸惑いつつも、仲良くしようとしている。